# Sidi Khouiled
Sidi Khouiled (în arabă سيدي خويلد) este o comună din provincia Ouargla, Algeria.
Populația comunei este de 8.803 locuitori (2008).